# Budy (Starachowice)
Budy – część miasta Starachowice. Leży w centralej części miasta, w rejonie ulicy Skalistej i alei Armii Krajowej.